# Tour Maillefeu

Vue d'Abbeville vers 1630 - les tours de Maillefeu au numéro 6

La tour Maillefeu est un monument historique d'Abbeville dans le département de la Somme, unique vestige des fortifications d'Abbeville démantelées sur ordre de Napoléon III .

## Historique
Cette tour daterait de 1414, sachant qu'une arche et probablement aussi quelque fortification l’avoisinant, existaient déjà avant le rempart de 1477. Sur d’anciens documents issus du fonds Macqueron, la tour est présente sur un plan gravé en 1653 par Robert Cordier, graveur d’Abbeville.
La tour Maillefeu entre la Portelette et la gare du chemin de fer dépendait de l'ancien pont sur la rivière Maillefeu.
La tour Maillefeu devait être rasée en 2011 dans le cadre de la réalisation de l’actuel parking faisant face à Garopôle. À la suite de l'action de défenseurs du patrimoine, le projet est abandonné et la tour est bénéficie d'une inscription au titre des Monuments historiques depuis le 24 mai 2023